# Rosenrot
Rosenrot è il quinto album in studio del gruppo musicale tedesco Rammstein, pubblicato il 28 ottobre 2005 dalla Universal Music Group.
Il nome deriva dalla rosella (nome scientifico "rhodiola rosea"), ed è ispirato al poema di Goethe Heidenröslein (Rosellina della landa) e alla favola dei fratelli Grimm Schneeweisschen und Rosenrot (Biancaneve e Rosarossa).

## Tracce
Testi e musiche dei Rammstein.
1. Benzin – 3:46
2. Mann gegen Mann – 3:51
3. Rosenrot – 3:55
4. Spring – 5:25
5. Wo bist du? – 3:56
6. Stirb nicht vor mir (Don't Die Before I Do) – 4:06
7. Zerstören – 5:29
8. Hilf mir – 4:44
9. Te quiero puta! – 3:56
10. Feuer und Wasser – 5:13
11. Ein Lied – 3:44

DVD bonus nell'edizione limitata
1. Reise Reise (Arenes de Nimes, Nimes/France July 2005) – 5:09
2. Mein Teil (Club Citta, Kangawa/Japan June 2005) – 5:26
3. Sonne (Brixton Academy, London/UK February 2005) – 4:33

## Formazione
Gruppo
- Christoph Doom Schneider – batteria
- Doktor Christian Lorenz – tastiera
- Till Lindemann – voce
- Paul Landers – chitarra
- Richard Z. Kruspe – chitarra
- Oliver Riedel – basso

Altri musicisti
- Florian Ammon – programmazione Logic e Pro Tools
- Matthias Wilke – direzione del coro (tracce 1, 2 e 4)
- Sharleen Spiteri – voce (traccia 6)
- Bobo – cori (traccia 6)
- Olsen Involtini – arrangiamento strumenti ad arco (traccia 8)
- Christo Hermanndos – tromba (traccia 9)
- Carmen Zapata – voce aggiuntiva (traccia 9)

Produzione
- Jacob Hellner – produzione
- Rammstein – produzione
- Ulf Kruckenberg – ingegneria del suono
- Stefan Glaumann – missaggio
- Howie Weinberg – mastering
- Sven Helbig – arrangiamento e registrazione tromba (traccia 9)

## Classifiche
| Classifica (2005-06)       | Posizione massima |
| -------------------------- | ----------------- |
| Austria                    | 44                |
| Austria                    | 1                 |
| Belgio (Fiandre)           | 3                 |
| Belgio (Vallonia)          | 8                 |
| Danimarca                  | 2                 |
| Finlandia                  | 1                 |
| Francia                    | 5                 |
| Germania                   | 1                 |
| Italia                     | 20                |
| Norvegia                   | 4                 |
| Nuova Zelanda              | 38                |
| Paesi Bassi                | 4                 |
| Portogallo                 | 7                 |
| Regno Unito                | 29                |
| Regno Unito (rock & metal) | 2                 |
| Spagna                     | 9                 |
| Stati Uniti                | 47                |
| Stati Uniti (rock)         | 13                |
| Svezia                     | 2                 |
| Svizzera                   | 2                 |
| Ungheria                   | 18                |